# Last In – First Out
Last In – First Out (LIFO, englisch für zuletzt herein – zuerst hinaus) bezeichnet die Art, in der
- Waren in einem Lager abgelegt werden (siehe auch Lagerhaltung)
- Verbrauchsgüter bewertet und besteuert werden – LIFO als Verbrauchsfolgeverfahren benennt die Annahme, dass die jüngsten Bestände zuerst verbraucht werden bzw. worden sind. Bei der LIFO-Bewertung im Rechnungswesen wird diese Annahme nur fiktiv für Bewertungszwecke vorgenommen. Effektiv bzw. physisch kann aber auch eine andere Lagerbewirtschaftung gewählt worden sein (z. B. FIFO).
- Daten in einem Stack bzw. Kellerspeicher abgelegt und wieder abrufbar sind. Gleichbedeutender Begriff ist „Last Come, First Served“ (LCFS).

## Prinzip

Darstellung eines Stacks mit den 4 Schritten 1) „in“ (A), 2) „in“ (B), 3) „out“ (B), 4) „out“ (A)

Das LIFO-Prinzip ähnelt einem vertikalen Bücherstapel. Elemente werden in genau der entgegengesetzten Reihenfolge abgerufen, in der sie zuvor abgelegt wurden, das heißt, das erste („unterste“) Element wird als letztes abgerufen. Entsprechend wird das letzte („oberste“) Element zuerst abgerufen.
Die Operation, bei der ein neues Objekt auf den Stapel gelegt wird, nennt man „Push“. Bei der Operation „Pop“ wird das oberste Objekt (Top of Stack) gelesen und gleichzeitig gelöscht. Sollte das oberste Objekt nur gelesen werden und nicht gelöscht, so wird eine Operation namens „Top“ oder „Peek“ benutzt.
Die Bezeichnungen Push und Pop entstanden aus der Ähnlichkeit zu einem gefederten Stapel von Tabletts in einer Cafeteria: Wird ein Tablett auf den Stapel gestellt, wird der Stapel hinuntergedrückt (engl. to push ‚drücken‘); wird ein Tablett vom Stapel entfernt, „poppt“ der Stapel nach oben.
Alle Programmiersprachen benutzen LiFo-Speicher (Stapelspeicher) für interne Zwecke, die Stapelorientierten Sprachen auch für die Operationen mit Daten.

## Arten des LiFo-Verfahrens (im Steuerrecht)
Die Bewertung nach der Lifo-Methode kann sowohl durch permanente LiFo als auch durch Perioden-LiFo erfolgen (siehe auch R 6.9 Abs. 4 EStR).

### Permanentes LiFo-Verfahren
Beim permanenten LiFo-Verfahren werden die Zu- und Abgänge laufend (permanent) mengen- und wertmäßig erfasst, sodass die Bestände ständig fortgeschrieben werden.

### Perioden-LiFo-Verfahren
Das Perioden-LiFo-Verfahren stellt eine Vereinfachung in der Beziehung dar, dass nur innerhalb bestimmter Zeitabschnitte (z. B. des Wirtschaftsjahres) die Bestandsänderungen ermittelt werden müssen. Ergeben sich am Ende der Periode keine Bestandsveränderungen, so sind die Werte der Anfangsbestände zu nehmen. Ist der Bestand größer geworden, so ist der Mehrbestand mit den Anschaffungs- oder Herstellungskosten der ersten Lagerzugänge des Wirtschaftsjahres oder den durchschnittlichen Anschaffungs- oder Herstellungskosten aller Zugänge des Wirtschaftsjahres anzusetzen. Dadurch wird eine separat zu bewertende neue Schicht (Layer) gebildet in Höhe ebendieser Kosten. Ist der Bestand kleiner geworden, so ist die Mindermenge von der zuletzt gebildeten Schicht (bzw. Schichten) zu derer (deren) Bewertung(en) des Anfangsbestandes abzuziehen.